# دائرة قصر الحيران
دائرة قصر الحيران إحدى دوائر ولاية الأغواط الجزائرية . عاصمتها هي قصر الحيران وتضم بلديات :
- قصر الحيران
- بن ناصر بن شهرة

كما تضم القرى التالية :
- تاونزة
- قرية بن عبد الرحمان
- السليسلة
- الفتحة
- قرية قابق.
- النبوقة.
- الرماضنية.
- أولاد خليفة.
- ملكة ومنطقة الراقوبة.
- البثعة.

دائرة قصر الحيران يحدها من الشمال الأغواط ودائرة سيدي مخلوف، ومن الجنوب حاسي الدلاعة وحاسي الرمل، ومن الشرق بلدية سد رحال بولاية الجلفة ومن الغرب بلديةالخنق وحاسي الرمل.